# Grankölen
Grankölen är ett naturreservat i Bodens kommun i Norrbottens län.
Området är naturskyddat sedan 2016 och är 0,8 kvadratkilometer stort. Reservatet omfattar nedre delen av nordvästsluttningen av Norr-Grankölen och ett våtområde med en bäck nedanför. Reservatet består av naturskog med gott om lövträd som vuxit upp efter en brand i slutet av 1800-talet. 